# Штефанчич, Владо
Владо Штефанчич (хорв. Vlado Štefančić 12 января 1931, Вуковар, Королевство Югославия, теперь Хорватия — 29 сентября 2017) — хорватский режиссёр, радио- и телеведущий, актёр, певец и танцор, театральный режиссёр драматических постановок и мюзиклов; автор и участник около 200 театральных постановок, 10 000 радио- и 2 000 ТВ-программ.

## Жизнеописание
Родился в 1931 году в Вуковаре в семье русинско-белорусского происхождения. Когда Владо было 6 месяцев, семья Штефанчичей переехала в Загреб, но позже неоднократно возвращалась в свой родной город на Дунае.
Свою карьеру Владо Штефанчич начал как участник драматической студии Радио Загреба в 1949 году, с 1950 года — драматический и опереточный актёр театра «Комедия» в Загребе.
В 1965-69 гг. работал в Национальном театре в Загребе, где в 1970-х сыграл более 70 ролей. Начиная с 1969 и до 1978 года — директор театра «Комедия», а также один из основателей «Загребской школы мюзикла» («Zagrebačke škole mjuzikla»).
Владо Штефанчич был основателем и проводником городского культурного фестиваля Загребские летние вечера на Шалате, инициатором организации первых театрализованных действ на Новый год в «сердце» хорватской столицы — на площади бана Елачича, которые не только режиссировал, но и выступал в них как актёр и ведущий. Штефанчич — автор, режиссёр и ведущий вечернего шоу на Зриневаце «Элегантный и очаровательный Загреб» («Elegantni šarmantni Zagreb»), а также автор и режиссёр культмероприятия «Адвент в сердце Загреба» («Advent u srcu Zagreba»).
Владо Штефанчич — лауреат множества медалей и наград, среди которых — 2 Загребские городские награды (1973 и 1994), награда за жизненные достижения Хорватского национального театра (2000).

## Творчество
Штефанчич, будучи директором загребского театра «Комедия», поставил первые хорватские мюзиклы:
- Jalta, Jalta;
- Dundo Maroje 72;
- O’ Kaj;
- первые отечественные рок-оперы Gubec-beg, Grička vještica и адаптации Čovjek iz Manche, Jadnici и Guslač na krovu.

Был идейным автором Театра на воде «Ярунский фестиваль» (Jarun fest), затем режиссёром первых спектаклей на озере Noć u Veneciji, Isus Krist Superstar и Kosa.
Владо Штефанчич — также автор книги Zabavljač, сборника эссе об известных хорватских деятелях театра, музыкального искусства, телевидения (Prometej doo, Zagreb, 2007).